# Autolinea Mendrisiense

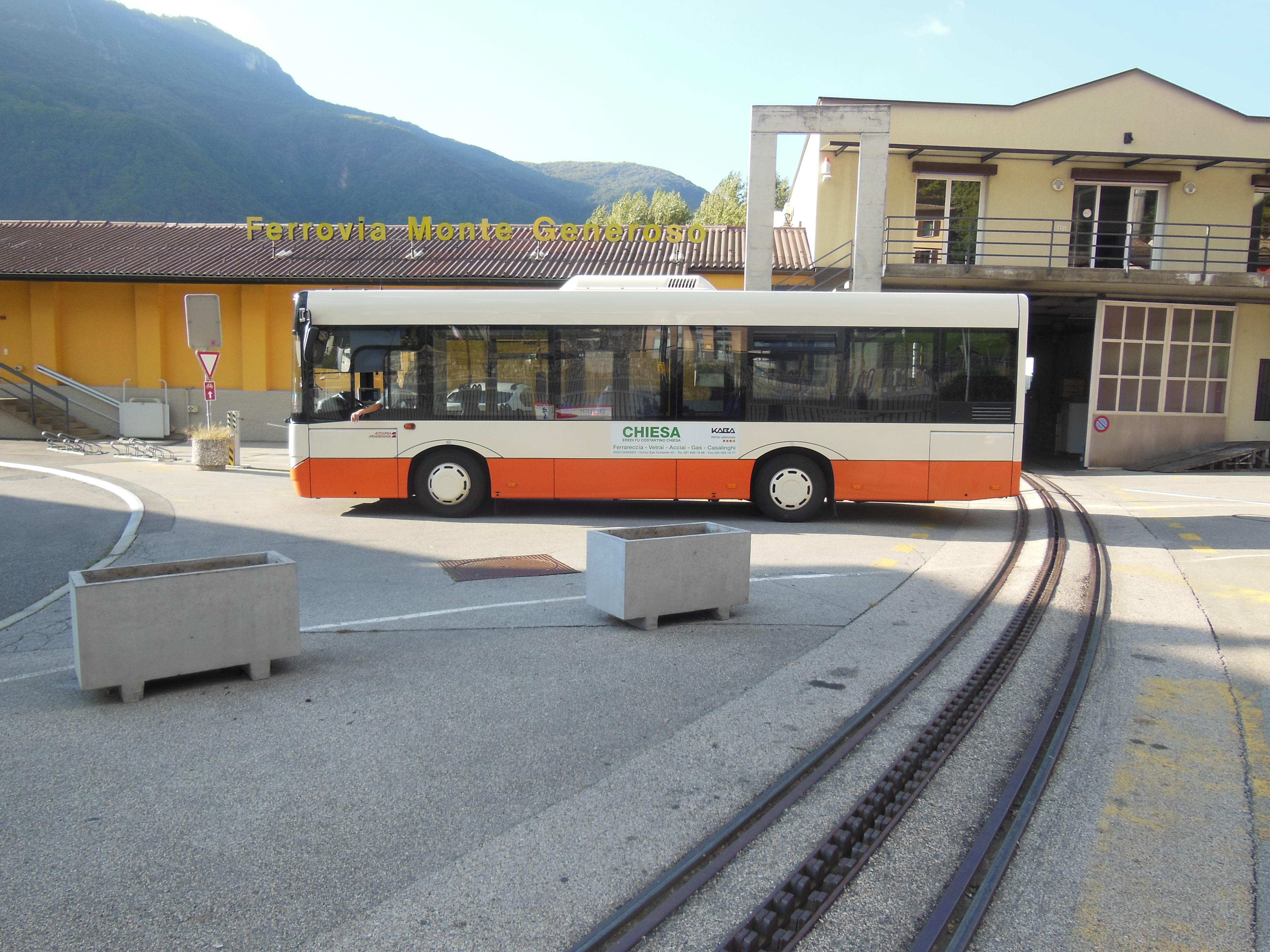
Bus der Autolinea Mendrisiense in Capolago

Die Autolinea Mendrisiense, abgekürzt AMSA, ist ein öffentliches Verkehrsunternehmen in der Schweiz, das den Bezirk Mendrisio bedient. Es betreibt ein Netz von sieben Bus-Linien.

## Streckennetz
| Linie | Strecke                                             | Haltestellen |
| ----- | --------------------------------------------------- | ------------ |
| 502   | Mendrisio Cantine di Sotto – Chiasso Stazione       | 30/33        |
| 503   | Mendrisio Cantine di Sotto – Morbio Inferiore Posta | 22           |
| 504   | Mendrisio Cantine di Sotto – Chiasso Stazione       | 28/31        |
| 505   | Morbio Inferiore Posta – Chiasso Stazione           | 9/12         |
| 507   | Chiasso Crocione – Morbio Inferiore Serfontana      | 14/12        |
| 508   | Morbio Inferiore Serfontana – Chiasso Stazione      | 15           |
| 511   | Vacallo Piazza – Chiasso Centro Sportivo            | 25/23        |

## Geschichte
- 1907: Gründung der Società Tram Elettrici Mendrisiensi
- 1910: Einweihung und Eröffnung einer Strassenbahn auf der Strecke Chiasso – Mendrisio – Capolago – Riva San Vitale
- 1948: Ersatz des Strassenbahnverkehrs durch einen Busverkehr auf dem Abschnitt Riva S. Vitale – Mendrisio
- 1952: Ersatz des Strassenbahnverkehrs durch einen Busverkehr auf der Strecke Chiasso – Mendrisio
- 1953: Der Firmenname wird in Autolinea Mendrisiense SA – Chiasso geändert

## Fuhrpark
Die Flotte des Unternehmens besteht aus Solaris EURO 5 und Solaris EURO 6-Bussen, die zwischen 2014 und 2019 angeschafft wurden.